# 이글 익스프레스
이글 익스프레스(영어: Eaglexpress Air Charter Sdn Bhd)는 말레이시아의 전세 항공사로 본사는 말레이시아 슬랑오르주에 위치해 있다. 허브 공항은 쿠알라룸푸르 국제공항으로 이 항공사는 대한민국의 기업과 합작으로 설립된 항공사이다. 말레이시아 항공이 60% 대한민국의 기업이 40%의 지분을 가지고 있으며 또한 참배, 휴일 및 비즈니스 전세를 전문으로 하며 다른 항공사를 대신하여 ACMI 작업할 계획이다.
이 회사는 2012년 1월에 설립 했으며 말레이시아의 할리데이 그룹(영어: Holiday group)을 통해 최초로 대한민국에 취항을 했으며 같은 해 3월부터 9월 중순까지 6개월 계약에 움라 항공편을 제공되어 제다에 취항했다. 말레이시아 트래블 힐빌리지(영어: Malaysian Travel Agnecy) 여행 회사를 통해 인도네시아, 말레이시아 타이 남부에 취항했다.
현재 말레이시아 항공으로부터 한 대의 보잉 747-400 기종을 임대 했으며 향후 추가로 2대를 확보할 예정이다. 항공사는 2012년말까지 8대의 보잉 737-400, 보잉 737-800 기종을 추가될 예정이다. 또한 2017년까지 20대의 항공기를 확보할 계획이다. 같은 해 9월 21일에 하즈 순례를 위해 제다에 최초로 취항했다.
이글 익스프레스는 향후 보잉 747-400F 화물기를 도입해 홍콩과 대한민국에 화물 노선을 취항시킬 계획이다.

## 같이 보기
- 말레이시아 항공